# Loopback
Loopback (също написана loop-back ) е маршрутизирането на електронни сигнали или цифрови потоци от данни, обратно към техния източник без умишлена обработка или модификация. Това е преди всичко средство за тестване на комуникационната инфраструктура.
Има много примерни приложения. Може да е комуникационен канал само с една крайна точка за комуникация . Всяко съобщение, предадено от такъв канал, се получава незабавно и само от същия канал. В телекомуникациите устройствата с обратна връзка извършват тестове за предаване на линии за достъп от обслужващия комутационен център, което обикновено не изисква съдействието на персонала в обслужвания терминал . Обикалянето е метод за тестване между станции, които не са непременно съседни, при който се използват две линии, като тестът се извършва на една станция и двете линии са свързани помежду си в отдалечената станция. Пач кабелът може също да функционира като loopback, когато се прилага ръчно или автоматично, дистанционно или локално, улеснявайки теста за обратна връзка.
Когато система (като модем ) включва двупосочна аналогово-цифрова обработка, се прави разлика между аналогов loopback, където аналоговият сигнал се връща директно, и цифров loopback, където сигналът се обработва в цифров домейн преди да бъде повторно преобразуван в аналогов сигнал и върнат към източника.

## Телекомуникации
В телекомуникациите loopback или loop е хардуерен или софтуерен метод, който подава получен сигнал или данни обратно към подателя. Използва се като помощно средство при отстраняване на проблеми с физическата връзка. Като тест много устройства за предаване на данни могат да бъдат конфигурирани да изпращат специфични модели (като всички ) на интерфейс и могат да открият приемането на този сигнал на същия порт. Това се нарича loopback тест и може да се извърши в модем или трансивър чрез свързване на неговия изход към неговия собствен вход. Верига между две точки на различни места може да бъде тествана чрез прилагане на тестов сигнал върху веригата на едно място и мрежовото устройство на другото място да изпрати сигнал обратно през веригата. Ако това устройство получи обратно собствен сигнал, това доказва, че веригата функционира.
Хардуерният контур е просто устройство, което физически свързва канала на приемника с канала на предавателя. В случай на мрежов съединител за терминиране като X.21, това обикновено се прави чрез просто свързване на щифтовете заедно в конектора. Медиите като оптични влакна или коаксиален кабел, които имат отделни конектори за предаване и приемане, могат просто да бъдат свързани заедно с една верига от подходящата среда.
Модемът може да бъде конфигуриран да прехвърля входящи сигнали от отдалечения модем или от локалния терминал . Това се нарича loopback или софтуерен цикъл.

## Серийни интерфейси
Серийният комуникационен трансивър може да използва loopback за тестване на функционалността му. Например, предаване пиново устройство, свързано със своят получителен ПИН ще доведе до устройството, приемащо точно това, което предава. Преместването на тази примкова връзка към отдалечения край на кабела добавя кабела към този тест. Преместването му в далечния край на модемната връзка удължава теста допълнително. Това е често срещана техника за отстраняване на неизправности и често се комбинира със специализирано тестово устройство, което изпраща специфични модели и отчита всички грешки, които се връщат (вижте Тест за скоростта на битовите грешки ). Някои устройства включват вградена възможност за обратна връзка.
Прост тест за обратна връзка на сериен интерфейс, наречен кламерен тест, понякога се използва за идентифициране на серийни портове на компютър и проверка на работата. Той използва приложение за емулатор на терминал за изпращане на знаци, с изключен контрол на потока, към серийния порт и получаване на същото обратно. За тази цел се използва кламер за късо свързване на щифт 2 към щифт 3 (приемателни и предавателни щифтове) на стандартен RS-232 интерфейс, използвайки D-субминиатюрни конектори DE-9 или DB-25.

## Виртуален loopback интерфейс
Имплементациите на пакета от интернет протоколи включват виртуален мрежов интерфейс, чрез който мрежовите приложения могат да комуникират, когато се изпълняват на една и съща машина. Той е реализиран изцяло в мрежовия софтуер на операционната система и не предава пакети към контролер на мрежов интерфейс . Всеки трафик, който компютърна програма изпраща към IP адрес с обратна връзка, просто и незабавно се предава обратно на стека на мрежовия софтуер, сякаш е получен от друго устройство. Unix-подобните системи обикновено наричат този loopback интерфейс lo или lo0 .
Различни стандарти на Internet Engineering Task Force (IETF) запазват IPv4 адресния блок 127.0.0.0/8, в CIDR нотация и IPv6 адрес ::1/128 за тази цел. Най-често използваният IPv4 адрес е 127.0.0.1. Обикновено тези адреси за обратна връзка са съпоставени с имената на хостове, localhost или loopback .

### MPLS
Едно забележително изключение от използването на мрежовите адреси 127.0.0.0/8 е използването им при откриване на грешки при трасиране на многопротоколно превключване на етикети (MPLS), при което тяхното свойство да не бъдат маршрутизирани осигурява удобно средство за избягване на доставката на дефектни пакети до крайните потребители .

### Мартиански пакети
Всяка IP дейтаграма с адрес на източник или местоназначение, зададен на адрес за обратна връзка, не трябва да се появява извън изчислителна система или да бъде маршрутизирана от което и да е устройство за маршрутизиране. Пакетите, получени на интерфейс с адрес на дестинация за обратна връзка, трябва да бъдат отхвърлени. Такива пакети понякога се наричат марсиански пакети .  Както при другите фалшиви пакети, те може да са злонамерени и всички проблеми, които могат да причинят, могат да бъдат избегнати чрез прилагане на bogon филтриране .

### Интерфейс за управление
Някои компютърни мрежи използват термина loopback за виртуален интерфейс, използван за управителни цели. За разлика от правилния loopback интерфейс, този тип loopback устройство не се използва за разговор със себе си.
На такъв интерфейс се присвоява адрес, който може да бъде достъпен от оборудване за управление на мрежата, но не е присвоен на нито един от физическите интерфейси на устройството. Такова устройство за обратна връзка се използва и за управление на дейтаграми, като аларми, произхождащи от оборудването. Свойството, което прави този виртуален интерфейс специален, е, че приложенията, които го използват, ще изпращат или получават трафик, използвайки адреса, присвоен на виртуалния интерфейс, за разлика от адреса на физическия интерфейс, през който преминава трафикът.
Интерфейсите за обратна връзка от този вид често се използват при работата на протоколи за маршрутизиране, тъй като имат полезното свойство, че за разлика от реалните физически интерфейси, те няма да спрат, когато физически порт се повреди.

## Други приложения
Аудио системите Open Sound System (OSS), Advanced Linux Sound Architecture (ALSA) и PulseAudio имат loopback модули за записване на аудио на приложения за целите на тестване. За разлика от физическите loopbacks, това не включва двойно аналогово/цифрово преобразуване и не се причинява смущение от хардуерни неизправности.

## Външни връзки
- National Instruments: Серийно тестване с обратна връзка

1. ↑  Raymond, Eric S. The Jargon File